# Cayenne (quận)
Quận Cayenne là một quận của Pháp, nằm ở tỉnh Guyane, ở vùng Guyane, giáp biên giới với bang Amapá của Brasil và Đại Tây Dương. Quận này có 16 tổng và 14 xã. It is the largest of the 2 arrondissements in French Guiana.

## Các đơn vị hành chính

### Các tổng
Các tổng của quận Cayenne là: 
1. Approuague-Kaw
2. Cayenne - Tổng thứ nhất Nord-Ouest
3. Cayenne - Tổng thứ nhì Nord-Est
4. Cayenne - Tổng thứ ba Sud-Ouest
5. Cayenne - Tổng thứ tư Centre
6. Cayenne - Tổng thứ năm Sud
7. Cayenne - Tổng thứ sáu Sud-Est
8. Iracoubo
9. Kourou
10. Macouria
11. Matoury
12. Montsinéry-Tonnegrande
13. Remire-Montjoly
14. Roura
15. Saint-Georges-Oyapoc
16. Sinnamary

### Các xã
Các xã của quận Cayenne, và mã INSEE là: 
| 1. Camopi (97356)          | 2. Cayenne (97302)    | 3. Iracoubo (97303)               | 4. Kourou (97304)         |
| 5. Macouria (97305)        | 6. Matoury (97307)    | 7. Montsinéry-Tonnegrande (97313) | 8. Ouanary (97314)        |
| 9. Remire-Montjoly (97309) | 10. Roura (97310)     | 11. Régina (97301)                | 12. Saint-Georges (97308) |
| 13. Saint-Élie (97358)     | 14. Sinnamary (97312) |                                   |                           |